# Kids Station
Kids Station (japansk: キッズステーション, kizzu sutēshon) er en japansk børnetv-kanal, der viser anime og andre tegnefilm. Kanalen viser også om natten nogle anime-serier, der er beregnet på teenagere. Kanalen sender 24 timer i døgnet via kabel og satellit. Kanalen gik i luften 1. april 1993. 
1. oktober 2009 begyndte en HD-udgave af kanalen at sende (Kids Station HD).

## Ejerskab
- Mitsui & Co. (67 %)
- Tokyo Broadcasting System (16 %)
- Jupiter Telecoms (15 %)
- Horipro (2 %)

## Udvalgte serier
Blandt de serier, Kids Station har sendt, er:
- Sonic X
- W Wish